# التجمد (فلم 2005)
التجمد هو أول فيلم روائي طويل عام 2005 للكاتب المخرج أمريكي إم جي لوهيد. تم تمويل الفيلم بشكل أساسي من أرباح لوهيد الخاصة بالبوكر ويعتقد أنه أول فيلم مستقل يتم تمويله بأموال البوكر.
تم عرضه أول مرة في عام 2005 في مهرجان ويستوود السينمائي الدُّوَليّ حيث فاز بجائزة أفضل فيلم طويل. كان فيلم التجمد أيضًا اختيارًا رسميًا لمهرجان صوت عارض سينكويست لعام 2006  ومهرجان أوماها السينمائي لعام 2006.

## ملخص
التجمد هي كوميديا تدور حول محاولة رجل واحد بطريقة سخيفة ومتحمسة للانتقام من التضليع المستمر لأصدقائه المقربين في لعبة البوكر الأسبوعية. لعبة البوكر الأسبوعية لجون هي ملاذ من أهوال العيش والعمل في لوس أنجلوس: شعائر من النكات، وشرب البيرة، والأفلام الحوارية، والسياسة، والجنس. باختصار، إنه وقت مناسب والحد الأقصى للرهان هو 25 سنتًا، لذا لن يفلس أحد. لكن هناك شيئًا ما يزعج جون. لا يحترمه أصدقاؤه. في أي فرصة يقطعونه، يخبرونه أنه ممل، يجعلونه يشعر بأنه صغير. لقد سئم من كونه نكاتهم ولن يأخذها بعد الآن. لذا فهو يرفع المخاطر، ويتدرب سرًا ويهندس فائزًا يربح كل شيء، ولم يدرك أبدًا أن ذلك قد يكلفه أفضل 7 أصدقائه. ما يبدأ ليلة بريئة من لعبة البوكر منخفضة المخاطر يصبح هجاءً من الصداقة وإلقاء نظرة مضحكة على الكيفية التي نكذب بها جميعًا على أنفسنا.

## روابط خارجية
- تجميد الموقع الرسمي
- مقالات تستعمل روابط فنية بلا صلة مع ويكي بيانات